# Marina Clotet i Guasch
Marina Clotet i Guasch (Barcelona, 27 de setembre de 1941 – 31 d'agost de 2006) fou una dirigent veïnal catalana.
Nascuda al carrer del Carme, al barri del Raval (districte de Ciutat Vella de Barcelona), es va casar el 8 de novembre de 1964 i es va instal·lar al barri de la Sagrera, d'on va ser veïna durant més de 40 anys. Durant tota la seva vida va ser modista. Va treballar uns anys a l'empresa El Dique Flotante, al Passeig de Gràcia. Va tenir tres filles i un fill, i quan va deixar de treballar a l'empresa es va dedicar a tasques de voluntariat.
Ben aviat es va integrar a la Sagrera, implicant-se en la vida social i cultural del barri.
Tot i no tenir formació musical acadèmica, va viure l'associacionisme i la difusió de la música popular catalana de primera mà. Va col·laborar amb entitats del barri, i va començar a fer tasques de suport a la Coral arran de la seva amistat amb Maria Fité, fundadora de la coral infantil El Reguitzell, juntament amb Mossèn Joan Oriol Riera, al Casal parroquial de Crist Rei. S'encarregava de la dinamització, organització de concerts, estades de final de curs i altres activitats administratives i comptables, fins al 2005 en què se li va detectar una greu malaltia. També va col·laborar en el tallers de tall i confecció que es realitzaven al Casal parroquial del Crist Rei. Va ser membre de la Junta del Casal parroquial i era responsable de la Coral Infantil i Treballs Manuals.
El 1997 va rebre el Premi d'Honor de Sant Andreu, de mans del regidor del districte Eugeni Forradellas i Bombardó. També el 2006 li va ser lliurat el Premi d'Honor de l'Associació de Veïns de la Sagrera, de mans del President de l'Associació Oleguer Méndez.
El 31 d'agost del 2006 va morir a conseqüència de la malaltia que li havien detectat uns anys abans.
El 20 de juny de 2009 va obrir les portes al públic la Biblioteca La Sagrera-Marina Clotet. El nom de Marina Clotet va ser escollit pel veïnat i entitats de la Sagrera mitjançant votació popular. D'aquesta manera, la gent de la Sagrera ha volgut retre homenatge a la figura de Marina Clotet, apreciada per la tasca cultural desenvolupada al barri, en especial en el món coral.